# Colocleora herbuloti
Colocleora herbuloti là một loài bướm đêm trong họ Geometridae.